# Ardeadoris egretta
Ardeadoris egretta Rudman, 1984 è un mollusco nudibranchio della famiglia Chromodorididae. È la specie tipo del genere Ardeadoris.